# Charakterystyka (algebra)
Charakterystyka – dla danego pierścienia z jedynką najmniejsza liczba elementów neutralnych mnożenia pierścienia (tzw. jedynek), które należy do siebie dodać, aby uzyskać element neutralny dodawania (tzn. zero); mówi się, że pierścień ma charakterystykę zero, jeżeli taka liczba nie istnieje. Innymi słowy jest to najmniejsza dodatnia liczba całkowita {\displaystyle n,} która spełnia
{\displaystyle \underbrace {1+\ldots +1} _{n\ \mathrm {element{\acute {o}}w} }=0,}
jeżeli taka liczba {\displaystyle n} istnieje i {\displaystyle 0} w przeciwnym przypadku. Charakterystykę można również zdefiniować jako wykładnik grupy addytywnej pierścienia, tzn. najmniejszą dodatnią liczbę całkowitą {\displaystyle n} taką, że
{\displaystyle \underbrace {a+\ldots +a} _{n\ \mathrm {element{\acute {o}}w} }=0}
dla każdego elementu {\displaystyle a} pierścienia (gdy {\displaystyle n} istnieje; w przeciwnym przypadku charakterystyka jest równa zero).
W przypadku, gdy pierścień nie ma jedynki, charakterystykę można zdefiniować jedynie w ten drugi sposób. W pierścieniach z jedynką definicje te są równoważne na mocy prawa rozdzielności mnożenia względem dodawania obowiązującego w pierścieniach.
Równoważnie charakterystykę pierścienia z jednością {\displaystyle R} definiuje się jako taką liczbę naturalną {\displaystyle n,} dla której {\displaystyle n\mathbb {Z} } jest jądrem homomorfizmu {\displaystyle \varphi \colon \mathbb {Z} \to R,} bądź taką, że {\displaystyle R} zawiera podpierścień izomorficzny z pierścieniem ilorazowym {\displaystyle \mathbb {Z} /n\mathbb {Z} } (stanowi on wtedy obraz wspomnianego homomorfizmu). Istnieje tylko jeden homomorfizm liczb całkowitych w jakikolwiek pierścień (bo dla każdego homomorfizmu {\displaystyle \varphi (0)=0,\varphi (1)=1}); w języku teorii kategorii oznacza to, że {\displaystyle \mathbb {Z} } jest obiektem początkowym kategorii pierścieni z jednością.

## Pierścienie
Jeżeli {\displaystyle R} i {\displaystyle S} są pierścieniami i istnieje homomorfizm pierścieni {\displaystyle R\to S,} to charakterystyka {\displaystyle S} dzieli charakterystykę {\displaystyle R.} Z faktu tego korzysta się niekiedy, aby wykluczyć istnienie pewnych homomorfizmów. Jedynym pierścieniem o charakterystyce 1 jest pierścień trywialny o jednym elemencie {\displaystyle 0=1.} Jeżeli nietrywialny pierścień {\displaystyle R} nie ma dzielników zera, to jego charakterystyka jest równa zeru bądź liczbie pierwszej. W szczególności odnosi się to do wszystkich ciał, dziedzin całkowitości i pierścieni z dzieleniem. Każdy pierścień charakterystyki zero jest zbiorem nieskończonym.
Pierścień {\displaystyle \mathbb {Z} /n\mathbb {Z} } liczb całkowitych modulo {\displaystyle n} ma charakterystykę {\displaystyle n.} Podpierścień danego pierścienia (ze samą jedynką) ma tę samą co on charakterystykę. Przykładowo jeżeli {\displaystyle q(X)} jest wielomianem pierwszym o współczynnikach z ciała {\displaystyle \mathbb {Z} /p\mathbb {Z} ,} gdzie {\displaystyle p} jest liczbą pierwszą, to pierścień ilorazowy {\displaystyle {\big (}\mathbb {Z} /p\mathbb {Z} {\big )}[X]/{\big (}q(X){\big )}} jest ciałem charakterystyki {\displaystyle p.} Ciałami charakterystyki zero są: ciało liczb wymiernych {\displaystyle \mathbb {Q} ,} ciało liczb rzeczywistych {\displaystyle \mathbb {R} ,} ciało liczb zespolonych {\displaystyle \mathbb {C} ,} bo
{\displaystyle \mathbb {Z} \subset \mathbb {Q} \subset \mathbb {R} \subset \mathbb {C} .}
Jeżeli pierścień przemienny {\displaystyle R} ma charakterystykę {\displaystyle p} będącą liczbą pierwszą, to {\displaystyle (x+y)^{p}=x^{p}+y^{p}} dla wszystkich elementów {\displaystyle x,y\in R.}
W pierścieniu przemiennym {\displaystyle R} o charakterystyce {\displaystyle p} odwzorowanie {\displaystyle f(x)=x^{p}} jest homomorfizmem {\displaystyle R} w siebie (endomorfizmem) znanym jako endomorfizm Frobeniusa. Jeżeli {\displaystyle R} jest dziedziną całkowitości, to jest on injektywny, czyli jest monomorfizmem, ale nie musi być surjektywny. Na przykład w ciałach niedoskonałych nigdy nie jest epimorfizmem (ciało jest dziedziną całkowitości), więc nie jest automorfizmem. W ciałach skończonych jest automorfizmem i wtedy nazywa się go automorfizmem Frobeniusa.

## Ciała
Charakterystyka dowolnego ciała jest równa zeru lub jest liczbą pierwszą.
Dla każdego ciała {\displaystyle F} istnieje podciało minimalne (tzn. ciało niezawierające podciała właściwego), zwane ciałem prostym; jest to najmniejsze podciało zawierające {\displaystyle 1_{F}} (por. grupa prosta). Jest ono izomorficzne z ciałem {\displaystyle \mathbb {Q} } liczb wymiernych bądź ciałem skończonym {\displaystyle p}-elementowym {\displaystyle \mathbf {F} _{p},} gdzie {\displaystyle p} jest liczbą pierwszą. Ciała charakterystyki zero mają dobrze znane własności; przypominają one podciała liczb zespolonych (o ile nie są nazbyt dużej mocy). Często stosowane w teorii liczb liczby p-adyczne są ciałami charakterystyki zero; powstają one z pierścieni charakterystyki {\displaystyle p^{k}} przy {\displaystyle k\to \infty .}
Charakterystyka dowolnego ciała uporządkowanego (np. liczb wymiernych lub liczb rzeczywistych) wynosi zero. Ciało skończone {\displaystyle \operatorname {GF} (p^{n})} jest charakterystyki {\displaystyle p.} Istnieją ciała nieskończone charakterystyki wyrażającej się liczbą pierwszą – przykładem może być ciało wszystkich funkcji wymiernych nad {\displaystyle \mathbb {Z} /p\mathbb {Z} .} Innym przykładem może być domknięcie algebraiczne {\displaystyle \mathbb {Z} /p\mathbb {Z} .}
Rozmiar (rząd) dowolnego pierścienia skończonego charakterystyki będącej liczbą pierwszą {\displaystyle p} jest potęgą liczby {\displaystyle p.} Ponieważ pierścień taki musi zawierać {\displaystyle \mathbb {Z} /p\mathbb {Z} ,} to musi on być przestrzenią liniową nad tym ciałem, zaś z algebry liniowej wiadomo, że rozmiary (wymiary) skończonych przestrzeni liniowych nad ciałami skończonymi są potęgami rozmiarów (rzędu) ciała. Wynika stąd także, że rozmiar (wymiar) dowolnej skończonej przestrzeni liniowej jest potęgą liczby pierwszej (jest to przestrzeń liniowa nad ciałem skończonym rozmiaru (rzędu) {\displaystyle p^{n},} stąd też rozmiar (wymiar) przestrzeni musi być równy {\displaystyle (p^{n})^{m}=p^{nm}}).

## Literatura dodatkowa
- Neal McCoy: The Theory of Rings. Warszawa: Chelsea Publishing, 1973, s. 4.